# Taubenflöte

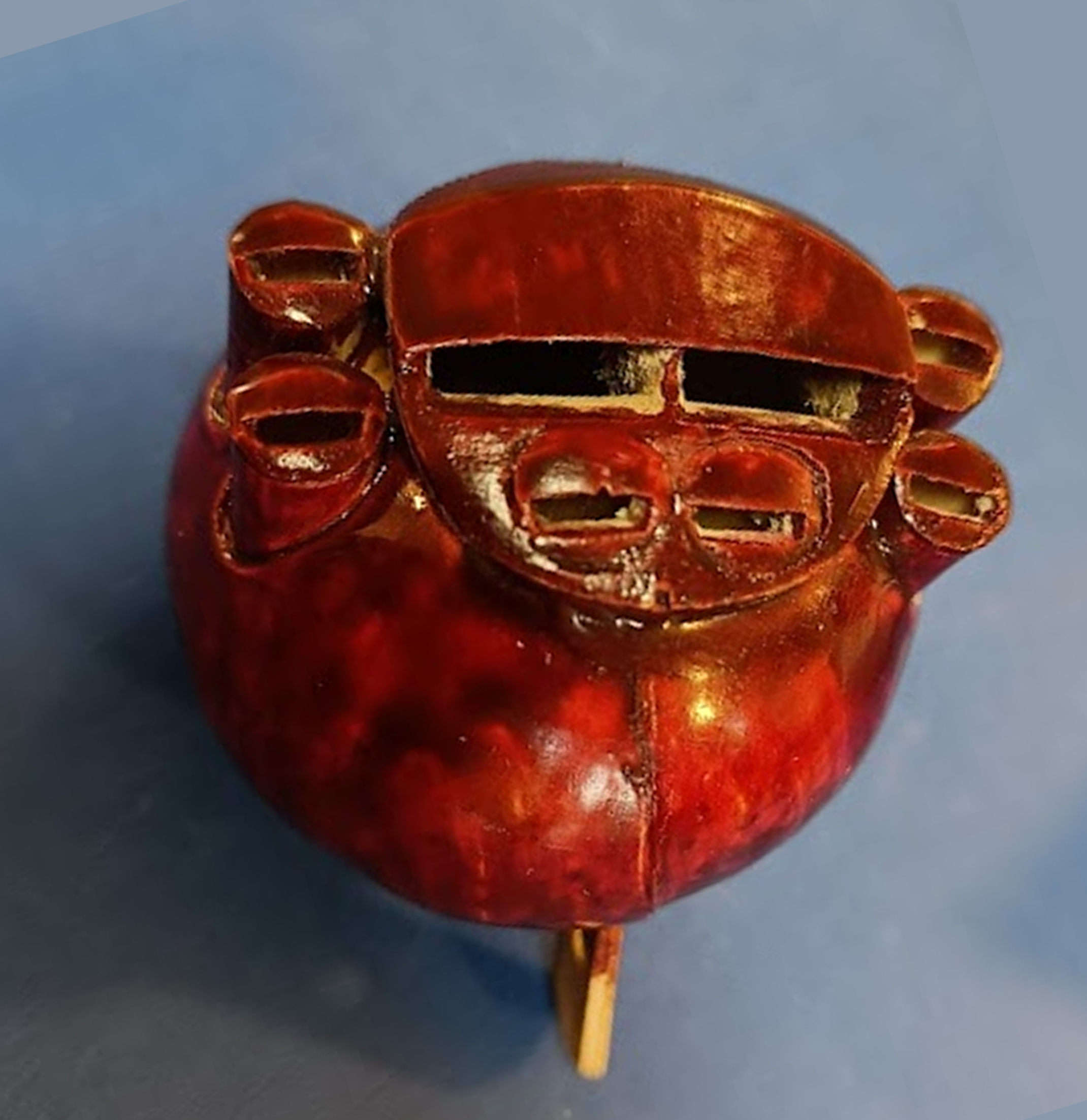
Chinesische Taubenflöte ko-tze aus einer Kalebasse und Bambusröhrchen

Die Taubenflöte (englisch pigeon flute oder pigeon whistle) ist eine kleine Pfeife oder ein Set mehrerer Pfeifen, die einer Taube auf die mittleren Schwanzfedern gebunden werden und beim Flug durch die Luftbewegung angeregt nach dem Prinzip einer Gefäßflöte pfeifende Geräusche erzeugen.
Taubenflöten wurden erstmals in China gebaut. Bei den chinesischen Taubenflöten geling (oder geshao) werden winzige Schilf- oder Bambusröhrchen mit aus Knochen geschnitzten Flötenköpfen und einem kleinen mit einem Loch versehenen „Fuß“ versehen. Beim chinesischen Typ ko-tze besteht der Hohlkörper aus einer kleinen Kalebasse mit eingesteckten Pfeifen aus Bambusröhrchen.
Der „Fuß“ der Flöte wird zwischen den zusammengebundenen Kielen der mittleren Schwanzfedern durchgesteckt und mit einem Sicherungsring durch das Loch gegen Herausfallen während des Fluges gesichert. Wenn die Tauben fliegen, erzeugt der über die Pfeifen/Flöten streifende Flugwind einen Pfeifton. Die Taubenflöten stören oder behindern die Tauben nicht. Ursprünglich waren die Taubenflöten zur Abwehr gegen Greifvögel gedacht. Mittlerweile hat sich ein Sport daraus entwickelt.